# Yulin (köping)
Yulin (kinesiska: 榆林, 榆林镇) är en köping i Kina. Den ligger i den autonoma regionen Inre Mongoliet, i den norra delen av landet, omkring 33 kilometer öster om regionhuvudstaden Hohhot. Antalet invånare är 14246. Befolkningen består av 6 480 kvinnor och 7 766 män. Barn under 15 år utgör 9,0 %, vuxna 15-64 år 75 %, och äldre över 65 år 14,0 %.
Genomsnittlig årsnederbörd är 642 millimeter. Den regnigaste månaden är juli, med i genomsnitt 191 mm nederbörd, och den torraste är januari, med 3 mm nederbörd.